# Кириллович, Дионисий Фаддеевич
Диони́сий Фадде́евич Кирилло́вич (4 августа 1855 — после 1917) — член III Государственной думы от Волынской губернии, настоятель Луцкой соборной церкви.

## Биография

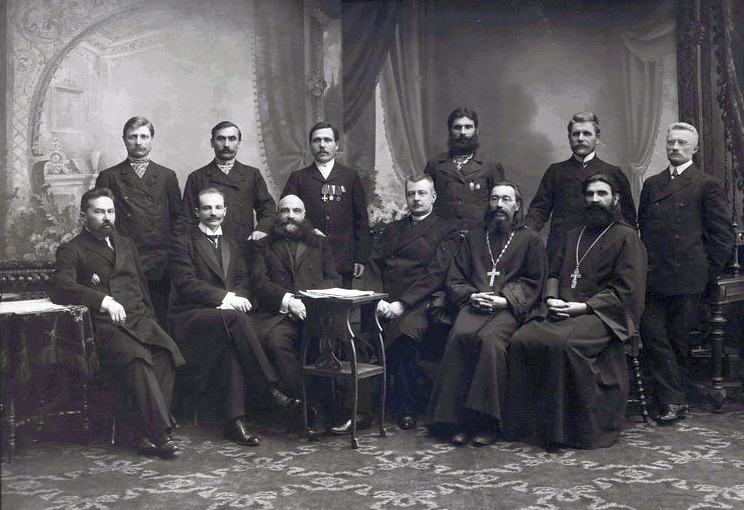
Депутаты Государственной думы Российской империи III созыва от Волынской губернии. Стоят: Клименко Т. И., Андрейчук М. С., Никитюк Я. С., Данилюк Я. Г., Герасименко Е. В., Березовский П. В.; сидят: Клопотович В. Ф., Шульгин В. В., Беляев Г. Н., Волконский В. В., Кириллович Д. Ф., Баранович Д. Я.

Православный. Из семьи священника. Имел 35 десятин церковной земли.
Окончив Волынскую духовную семинарию в 1877 году, в течение восьми лет состоял учителем духовного училища.
В 1888 году был рукоположен в священники и в течение 15 лет священствовал в селе. В 1902 году был возведен в сан протоиерея и назначен настоятелем соборной церкви города Луцка. За труды по народному образованию был награждён Библией от Священного Синода, а за пастырские труды — наперсным крестом и синодальной грамотой. Основал Луцкий отдел Союза русского народа. Был женат.
В 1907 году был избран членом III Государственной Думы от Волынской губернии. Входил во фракцию правых. Состоял членом комиссий по делам православной церкви и по упразднению чиншевого права.
На выборах в IV Государственную думу участвовал в уездном избирательном собрании, но в губернском избирательном собрании не выдвигался.
Дальнейшая судьба неизвестна.